# Astreopora cucullata
Astreopora cucullata is een rifkoralensoort uit de familie van de Acroporidae. De wetenschappelijke naam van de soort is voor het eerst geldig gepubliceerd in 1980 door Lamberts.